# 2025-ös Formula–1 kínai nagydíj
A kínai nagydíj a 2025-ös Formula–1 világbajnokság második futama volt, amelyet 2025. március 21. és március 23. között rendeztek meg a Shanghai International Circuit versenypályán, Sanghajban.

## Választható keverékek
| Abroncs              | Friss | Használt |
| -------------------- | ----- | -------- |
| Kemény keverék (C2)  |       |          |
| Közepes keverék (C3) |       |          |
| Lágy keverék (C4)    |       |          |
| Átmeneti esőgumi (I) |       |          |
| Teljes esőgumi (W)   |       |          |

## Szabadedzés
A kínai nagydíj szabadedzését március 21-én, pénteken délelőtt tartották, magyar idő szerint 4:30-tól.
| helyezés | versenyző             | csapat/motor                 | elért idő | különbség | futott kör |
| -------- | --------------------- | ---------------------------- | --------- | --------- | ---------- |
| 1.       | Lando Norris          | McLaren-Mercedes             | 1:31,504  | –         | 23         |
| 2.       | Charles Leclerc       | Ferrari                      | 1:31,958  | +0,454    | 21         |
| 3.       | Oscar Piastri         | McLaren-Mercedes             | 1:32,153  | +0,649    | 24         |
| 4.       | Lewis Hamilton        | Ferrari                      | 1:32,195  | +0,691    | 22         |
| 5.       | George Russell        | Mercedes                     | 1:32,177  | +0,873    | 26         |
| 6.       | Nico Hülkenberg       | Kick Sauber-Ferrari          | 1:32,507  | +1,003    | 21         |
| 7.       | Alexander Albon       | Williams-Mercedes            | 1:32,687  | +1,183    | 24         |
| 8.       | Fernando Alonso       | Aston Martin Aramco-Mercedes | 1:32,766  | +1,262    | 23         |
| 9.       | Andrea Kimi Antonelli | Mercedes                     | 1:32,874  | +1,370    | 27         |
| 10.      | Cunoda Júki           | Racing Bulls-Honda RBPT      | 1:32,934  | +1,430    | 23         |
| 11.      | Oliver Bearman        | Haas-Ferrari                 | 1:32,967  | +1,463    | 23         |
| 12.      | Lance Stroll          | Aston Martin Aramco-Mercedes | 1:32,984  | +1,480    | 19         |
| 13.      | Esteban Ocon          | Haas-Ferrari                 | 1:33,056  | +1,552    | 23         |
| 14.      | Pierre Gasly          | Alpine-Renault               | 1:33,123  | +1,619    | 23         |
| 15.      | Carlos Sainz Jr.      | Williams-Mercedes            | 1:33,145  | +1,641    | 26         |
| 16.      | Max Verstappen        | Red Bull-Honda RBPT          | 1:33,284  | +1,780    | 24         |
| 17.      | Isack Hadjar          | Racing Bulls-Honda RBPT      | 1:33,385  | +1,881    | 23         |
| 18.      | Liam Lawson           | Red Bull-Honda RBPT          | 1:33,631  | +2,127    | 23         |
| 19.      | Gabriel Bortoleto     | Kick Sauber-Ferrari          | 1:33,822  | +2,318    | 24         |
| 20.      | Jack Doohan           | Alpine-Renault               | 1:33,923  | +2,419    | 17         |

## Sprintidőmérő
A kínai nagydíj sprintidőmérőjét március 21-én, pénteken délután tartották, magyar idő szerint 8:30-tól.
| helyezés              | rajtszám | versenyző             | csapat/motor                 | SQ1      | SQ2        | SQ3      | rajthely | futott kör |
| --------------------- | -------- | --------------------- | ---------------------------- | -------- | ---------- | -------- | -------- | ---------- |
| 1                     | 44       | Lewis Hamilton        | Ferrari                      | 1:31,212 | 1:31,384   | 1:30,849 | 1        | 15         |
| 2                     | 1        | Max Verstappen        | Red Bull Racing-Honda RBPT   | 1:31,916 | 1:31,521   | 1:30,867 | 2        | 12         |
| 3                     | 81       | Oscar Piastri         | McLaren-Mercedes             | 1:31,723 | 1:31,362   | 1:30,929 | 3        | 13         |
| 4                     | 16       | Charles Leclerc       | Ferrari                      | 1:31,518 | 1:31,561   | 1:31,057 | 4        | 15         |
| 5                     | 63       | George Russell        | Mercedes                     | 1:31,952 | 1:31,346   | 1:31,169 | 5        | 18         |
| 6                     | 4        | Lando Norris          | McLaren-Mercedes             | 1:31,396 | 1:31,174   | 1:31,393 | 6        | 13         |
| 7                     | 12       | Andrea Kimi Antonelli | Mercedes                     | 1:31,999 | 1:31,475   | 1:31,738 | 7        | 17         |
| 8                     | 22       | Cunoda Júki           | Racing Bulls-Honda RBPT      | 1:32,316 | 1:31,794   | 1:31,773 | 8        | 12         |
| 9                     | 23       | Alexander Albon       | Williams-Mercedes            | 1:32,462 | 1:31,539   | 1:31,852 | 9        | 14         |
| 10                    | 18       | Lance Stroll          | Aston Martin Aramco-Mercedes | 1:32,327 | 1:31,742   | 1:31,982 | 10       | 12         |
| 11                    | 14       | Fernando Alonso       | Aston Martin Aramco-Mercedes | 1:32,121 | 1:31,815   |          | 11       | 8          |
| 12                    | 87       | Oliver Bearman        | Haas-Ferrari                 | 1:32,269 | 1:31,978   |          | 12       | 9          |
| 13                    | 55       | Carlos Sainz Jr.      | Williams-Mercedes            | 1:32,457 | 1:32,325   |          | 13       | 10         |
| 14                    | 5        | Gabriel Bortoleto     | Kick Sauber-Ferrari          | 1:32,539 | 1:32,564   |          | 14       | 12         |
| 15                    | 6        | Isack Hadjar          | Racing Bulls-Honda RBPT      | 1:32,171 | idő nélkül |          | 15       | 8          |
| 16                    | 7        | Jack Doohan           | Alpine-Renault               | 1:32,575 |            |          | 16       | 6          |
| 17                    | 10       | Pierre Gasly          | Alpine-Renault               | 1:32,640 |            |          | 17       | 6          |
| 18                    | 31       | Esteban Ocon          | Haas-Ferrari                 | 1:32,651 |            |          | 18       | 6          |
| 19                    | 27       | Nico Hülkenberg       | Kick Sauber-Ferrari          | 1:32,675 |            |          | boxutca  | 6          |
| 20                    | 30       | Liam Lawson           | Red Bull Racing-Honda RBPT   | 1:32,729 |            |          | 19       | 5          |
| 107%-os idő: 1:37,596 |          |                       |                              |          |            |          |          |            |

## Sprintfutam
A kínai nagydíj sprintfutamát március 22-én, szombat délelőtt tartották, magyar idő szerint 4:00-tól.
| helyezés | rajtszám | versenyző             | csapat/motor                 | futott kör | idő/kiesés oka | rajthely | pont |
| -------- | -------- | --------------------- | ---------------------------- | ---------- | -------------- | -------- | ---- |
| 1        | 44       | Lewis Hamilton        | Ferrari                      | 19         | 30:39,965      | 1        | 8    |
| 2        | 81       | Oscar Piastri         | McLaren-Mercedes             | 19         | +6,889         | 3        | 7    |
| 3        | 1        | Max Verstappen        | Red Bull Racing-Honda RBPT   | 19         | +9,804         | 2        | 6    |
| 4        | 63       | George Russell        | Mercedes                     | 19         | +11,592        | 5        | 5    |
| 5        | 16       | Charles Leclerc       | Ferrari                      | 19         | +12,190        | 4        | 4    |
| 6        | 22       | Cunoda Júki           | Racing Bulls-Honda RBPT      | 19         | +22,288        | 8        | 3    |
| 7        | 12       | Andrea Kimi Antonelli | Mercedes                     | 19         | +23,038        | 7        | 2    |
| 8        | 4        | Lando Norris          | McLaren-Mercedes             | 19         | +23,471        | 6        | 1    |
| 9        | 18       | Lance Stroll          | Aston Martin Aramco-Mercedes | 19         | +24,916        | 10       |      |
| 10       | 14       | Fernando Alonso       | Aston Martin Aramco-Mercedes | 19         | +38,218        | 11       |      |
| 11       | 23       | Alexander Albon       | Williams-Mercedes            | 19         | +39,292        | 9        |      |
| 12       | 10       | Pierre Gasly          | Alpine-Renault               | 19         | +39,649        | 17       |      |
| 13       | 6        | Isack Hadjar          | Racing Bulls-Honda RBPT      | 19         | +42,400        | 15       |      |
| 14       | 30       | Liam Lawson           | Red Bull Racing-Honda RBPT   | 19         | +44,904        | 19       |      |
| 15       | 87       | Oliver Bearman        | Haas-Ferrari                 | 19         | +45,649        | 12       |      |
| 16       | 31       | Esteban Ocon          | Haas-Ferrari                 | 19         | +46,182        | 18       |      |
| 17       | 55       | Carlos Sainz Jr.      | Williams-Mercedes            | 19         | +51,376        | 13       |      |
| 18       | 5        | Gabriel Bortoleto     | Kick Sauber-Ferrari          | 19         | +53,940        | 14       |      |
| 19       | 27       | Nico Hülkenberg       | Kick Sauber-Ferrari          | 19         | +56,682        | boxutca  |      |
| 20       | 7        | Jack Doohan           | Alpine-Renault               | 19         | +1:10,212      | 16       |      |

## Időmérő edzés
A kínai nagydíj időmérő edzését március 22-én, szombat délután tartották, magyar idő szerint 8:00-tól.
| helyezés              | rajtszám | versenyző             | csapat/motor                 | Q1       | Q2       | Q3       | rajthely | futott kör |
| --------------------- | -------- | --------------------- | ---------------------------- | -------- | -------- | -------- | -------- | ---------- |
| 1                     | 81       | Oscar Piastri         | McLaren-Mercedes             | 1:31,591 | 1:31,200 | 1:30,641 | 1        | 20         |
| 2                     | 63       | George Russell        | Mercedes                     | 1:31,295 | 1:31,307 | 1:30,723 | 2        | 22         |
| 3                     | 4        | Lando Norris          | McLaren-Mercedes             | 1:30,983 | 1:30,787 | 1:30,793 | 3        | 17         |
| 4                     | 1        | Max Verstappen        | Red Bull Racing-Honda RBPT   | 1:31,424 | 1:31,142 | 1:30,817 | 4        | 15         |
| 5                     | 44       | Lewis Hamilton        | Ferrari                      | 1:31,690 | 1:31,501 | 1:30,927 | 5        | 21         |
| 6                     | 16       | Charles Leclerc       | Ferrari                      | 1:31,579 | 1:31,450 | 1:31,021 | 6        | 21         |
| 7                     | 6        | Isack Hadjar          | Racing Bulls-Honda RBPT      | 1:31,162 | 1:31,253 | 1:31,079 | 7        | 20         |
| 8                     | 12       | Andrea Kimi Antonelli | Mercedes                     | 1:31,676 | 1:31,590 | 1:31,103 | 8        | 22         |
| 9                     | 22       | Cunoda Júki           | Racing Bulls-Honda RBPT      | 1:31,238 | 1:31,260 | 1:31,638 | 9        | 19         |
| 10                    | 23       | Alexander Albon       | Williams-Mercedes            | 1:31,503 | 1:31,595 | 1:31,706 | 10       | 20         |
| 11                    | 31       | Esteban Ocon          | Haas-Ferrari                 | 1:31,876 | 1:31,625 |          | 11       | 15         |
| 12                    | 27       | Nico Hülkenberg       | Kick Sauber-Ferrari          | 1:31,921 | 1:31,632 |          | 12       | 15         |
| 13                    | 14       | Fernando Alonso       | Aston Martin Aramco-Mercedes | 1:31,719 | 1:31,688 |          | 13       | 15         |
| 14                    | 18       | Lance Stroll          | Aston Martin Aramco-Mercedes | 1:31,923 | 1:31,773 |          | 14       | 15         |
| 15                    | 55       | Carlos Sainz Jr.      | Williams-Mercedes            | 1:31,628 | 1:31,840 |          | 15       | 15         |
| 16                    | 10       | Pierre Gasly          | Alpine-Renault               | 1:31,992 |          |          | 16       | 9          |
| 17                    | 87       | Oliver Bearman        | Haas-Ferrari                 | 1:32,018 |          |          | 17       | 8          |
| 18                    | 7        | Jack Doohan           | Alpine-Renault               | 1:32,092 |          |          | 18       | 8          |
| 19                    | 5        | Gabriel Bortoleto     | Kick Sauber-Ferrari          | 1:32,141 |          |          | 19       | 9          |
| 20                    | 30       | Liam Lawson           | Red Bull Racing-Honda RBPT   | 1:32,174 |          |          | boxutca  | 8          |
| 107%-os idő: 1:37,351 |          |                       |                              |          |          |          |          |            |

## Futam
A kínai nagydíj futamát március 23-án, vasárnap délután tartották, magyar idő szerint 8:00-tól.
| helyezés | rajtszám | versenyző             | csapat/motor                 | futott kör | idő/kiesés oka           | rajthely | pont |
| -------- | -------- | --------------------- | ---------------------------- | ---------- | ------------------------ | -------- | ---- |
| 1        | 81       | Oscar Piastri         | McLaren-Mercedes             | 56         | 1:30:55,026              | 1        | 25   |
| 2        | 4        | Lando Norris          | McLaren-Mercedes             | 56         | +9,748                   | 3        | 18   |
| 3        | 63       | George Russell        | Mercedes                     | 56         | +11,097                  | 2        | 15   |
| 4        | 1        | Max Verstappen        | Red Bull Racing-Honda RBPT   | 56         | +16,656                  | 4        | 12   |
| 5        | 31       | Esteban Ocon          | Haas-Ferrari                 | 56         | +49,969                  | 11       | 10   |
| 6        | 12       | Andrea Kimi Antonelli | Mercedes                     | 56         | +53,748                  | 8        | 8    |
| 7        | 23       | Alexander Albon       | Williams-Mercedes            | 56         | +56,321                  | 10       | 6    |
| 8        | 87       | Oliver Bearman        | Haas-Ferrari                 | 56         | +1:01,303                | 17       | 4    |
| 9        | 18       | Lance Stroll          | Aston Martin Aramco-Mercedes | 56         | +1:10,204                | 14       | 2    |
| 10       | 55       | Carlos Sainz Jr.      | Williams-Mercedes            | 56         | +1:16,387                | 15       | 1    |
| 11       | 6        | Isack Hadjar          | Racing Bulls-Honda RBPT      | 56         | +1:18,875                | 7        |      |
| 12       | 30       | Liam Lawson           | Red Bull Racing-Honda RBPT   | 56         | +1:21,147                | boxutca  |      |
| 13       | 7        | Jack Doohan           | Alpine-Renault               | 56         | +1:28,401                | 18       |      |
| 14       | 5        | Gabriel Bortoleto     | Kick Sauber-Ferrari          | 55         | +1 kör                   | 19       |      |
| 15       | 27       | Nico Hülkenberg       | Kick Sauber-Ferrari          | 55         | +1 kör                   | 12       |      |
| 16       | 22       | Cunoda Júki           | Racing Bulls-Honda RBPT      | 55         | +1 kör                   | 9        |      |
| Ki       | 14       | Fernando Alonso       | Aston Martin Aramco-Mercedes | 4          | fékek                    | 13       |      |
| Kiz      | 16       | Charles Leclerc       | Ferrari                      | 56         | súlyhatár                | 6        |      |
| Kiz      | 44       | Lewis Hamilton        | Ferrari                      | 56         | túlzott padlólemez kopás | 5        |      |
| Kiz      | 10       | Pierre Gasly          | Alpine-Renault               | 56         | súlyhatár                | 16       |      |

## Statisztikák
- Vezető helyen:
  - Oscar Piastri: 53 kör (1-13, 17-56)
  - Lando Norris: 2 kör (14-15)
  - Alexander Albon: 1 kör (16)
- Oscar Piastri 1. pole-pozíciója és 3. futamgyőzelme.
- Lewis Hamilton futotta meg eredetileg a leggyorsabb kört, de később kizárták, mivel a padlólemez vastagsága nem érte el a minimálisan előírt vastagságot. Lando Norrist, aki kezdetben a második leggyorsabb kört érte el, a verseny leggyorsabb körének megfutásáért ismerték el.
- A McLaren 191. futamgyőzelme.
- A McLaren 50. kettős győzelme.[1]
- Oscar Piastri 11., Lando Norris 28., és George Russell 17. dobogós helyezése.
- George Russell harmadik helyével 300. alkalommal állhatott dobogóra Mercedes-pilóta.[1]